# Porsche Automobil Holding
Porsche Automobil Holding SE или Porsche SE — немецкий автомобильный холдинг, контролирующий автоконцерн Volkswagen AG, выпускающий автомобили под торговыми марками Volkswagen Passenger Cars, Audi, SEAT, Skoda, Bentley, Bugatti, Lamborghini, Porsche, Ducati, Volkswagen Commercial Vehicles, Scania и MAN. В списке крупнейших публичных компаний мира Forbes Global 2000 за 2022 год холдинг занял 673-е место.

## История
До 2007 года существовала единая компания Dr. Ing. h.c. F. Porsche AG. 26 июня 2007 года была создана холдинговая компания Porsche SE, а производящая автомобили компания Porsche AG стала её дочерней структурой. Причиной создания холдинга было стремление получить контроль над концерном Volkswagen AG. История Porsche и Volkswagen связаны, в 1930-х годах Фердинанд Порше разработал для Volkswagen одну из самых успешных моделей — «Жук», затем сосредоточился на деятельности своей компании. К началу 1990-х годов Porsche оказалась на грани банкротства; в 1993 году её возглавил Венделин Видекинг, которому не только удалось спасти компанию и наладить выпуск двух успешных моделей (Boxster и Cayenne), но и создать значительное финансовое подразделение, которое с 2005 года начало скупать акции Volkswagen AG. К 2008 году Porsche удалось собрать 74 % акций Volkswagen (в 14 раз превосходящего по размеру выручки Porsche); однако специфика закона о приватизации Volkswagen не позволяла осуществить поглощение — 20,1 % акций принадлежал властям Нижней Саксонии, и это был блокирующий пакет акций. Кроме того, компания влезла в долги, скупая акции, (более 10 млрд евро), и против неё было начато расследование в отношении законности тайной скупки акции.
В августе 2009 года между Porsche и Volkswagen было достигнуто соглашение, по которому автопроизводитель Porsche AG станет дочерней структурой Volkswagen (полностью к 2012 году), а холдинговая компания Porsche SE станет ключевым акционером Volkswagen. В октябре 2013 года пункт закона о приватизации Volkswagen в отношении блокирующего пакета акций был отменён.

## Деятельность
Porsche Automobil Holding является инвестиционным холдингом, его основной деятельностью является участие в прибылях контролируемых компаний, в первую очередь Volkswagen, а также нескольких технологических компаний в США, Израиле и Германии.